# Luisa Francesconi
Luisa Francesconi é uma cantora lírica, ítalo-brasileira, nascida em Brasília. Estudou em sua cidade natal, especializando-se depois em Milão.
Se destaca no repertório mozartiano e rossiniano. Tem se apresentado nos mais importantes teatros brasileiros, italianos e latino-americanos, como o Theatro Municipal de São Paulo, o Theatro Municipal do Rio de Janeiro, Teatro Argentina em Roma, Auditorium Verdi em Milão, Maggio Fiorentino em Florença, Teatro Massimo de Palermo, Teatro Regio em Turim, Teatro São Carlos de Lisboa, Palacio de Bellas Artes no México, Auditório Sodre em Montevidéu, Teatro Coliseo em Buenos Aires, etc.

## Repertório
- Barber : Erika (Vanessa)
- Bellini : Romeo (I Capuleti ed i Montecchi), Adalgisa (Norma)
- Berlioz : Didone (Les Troyens), Cléopâtre (La Mort de Cléopâtre)
- Bernstein : Dinah (Trouble in Tahiti)
- Bizet : Carmen (Carmen)
- Britten : Oberon (Midsummer Night's Dream)
- Cherubini : Neris (Medea)
- Gluck : Orfeo (Orfeo ed Euridice)
- Gounod : Siebel (Faust)
- Handel : Giulio Cesare (Giulio Cesare)
- Humperdinck : Hänsel (Hänsel und Gretel)
- Massenet : Charlotte (Werther), Dulcinée (Don Quichotte)
- Mozart : Dorabella (Così fan Tutte), Cherubino (Le Nozze di Figaro), Zerlina e Donna Elvira (Don Giovanni), Idamante (Idomeneo), Sesto (La Clemenza di Tito)
- Prokofiev : Princesse Clarice (L'Amour des Trois Oranges)
- Puccini : Suzuki (Madama Butterfly), Il Musico (Manon Lescaut), La Ciesca (Gianni Schicchi), La Zia Principessa (Suor Angelica)
- Purcell : Dido (Dido and Eneas)
- Ripper : Virginia (Anjo Negro)
- Rossini : Cenerentola (La Cenerentola), Isabella (L'Italiana in Algeri), Rosina (Il Barbiere di Siviglia), Tancredi (Tancredi)
- Sacchini : Armide (Renaud)
- Vivaldi : Griselda (Griselda)

- Wagner : Flosshilde (Götterdämmerung), Siegrune (Die Walküre)
- Strauss : Octavian (Der Rosenkavalier)